# Kremmen
Kremmen è una città di 7 745 abitanti del Brandeburgo, in Germania.

Appartiene al circondario (Landkreis) dell'Oberhavel (targa OHV).

## Storia
Il 31 dicembre 2001 vennero aggregati alla città di Kremmen i comuni di Beetz, Flatow, Groß-Ziethen, Hohenbruch, Sommerfeld e Staffelde.

## Società

### Evoluzione demografica
- Sviluppo della popolazione dal 1875 entro gli attuali confini (Linea Blu: Popolazione; Linea puntata: Confronto dello sviluppo della popolazione dello stato del Brandenburgo; Sfondo grigio: Ai tempi del governo nazista; Sfondo rosso: Al tempo del governo comunista)
- Sviluppo recente della popolazione (Linea blu) e previsioni

| Anno | Abitanti |
| ---- | -------- |
| 1875 | 6 917    |
| 1890 | 6 675    |
| 1910 | 6 455    |
| 1925 | 7 244    |
| 1933 | 7 382    |
| 1939 | 7 722    |
| 1946 | 9 840    |
| 1950 | 9 819    |
| 1964 | 8 059    |
| 1971 | 7 617    |
| 1981 | 6 771    |

| Anno | Abitanti |
| ---- | -------- |
| 1985 | 6 630    |
| 1989 | 6 369    |
| 1990 | 6 259    |
| 1991 | 6 233    |
| 1992 | 6 187    |
| 1993 | 6 188    |
| 1994 | 6 438    |
| 1995 | 6 568    |
| 1996 | 6 613    |
| 1997 | 6 683    |

| Anno | Abitanti |
| ---- | -------- |
| 1998 | 6 862    |
| 1999 | 7 138    |
| 2000 | 7 234    |
| 2001 | 7 231    |
| 2002 | 7 306    |
| 2003 | 7 437    |
| 2004 | 7 409    |
| 2005 | 7 373    |
| 2006 | 7 342    |
| 2007 | 7 303    |

| Anno | Abitanti |
| ---- | -------- |
| 2008 | 7 244    |
| 2009 | 7 124    |
| 2010 | 7 102    |
| 2011 | 7 121    |
| 2012 | 7 115    |
| 2013 | 7 110    |
| 2014 | 7 108    |
| 2015 | 7 238    |
| 2016 | 7 310    |
| 2017 | 7 498    |

| Anno | Abitanti |
| ---- | -------- |
| 2018 | 7 657    |
| 2019 | 7 734    |
| 2020 | 7 700    |

Fonti dei dati sono nel dettaglio nelle Wikimedia Commons..

## Geografia antropica

### Suddivisioni amministrative
La città di Kremmen si suddivide nelle frazioni (Ortsteil) di Beetz, Flatow, Groß-Ziethen, Hohenbruch, Kremmen, Sommerfeld e Staffelde.